# Élisabeth Labrousse
Élisabeth Goguel de Labrousse (París, 1914 - 1 de febrero de 2000) fue una historiadora de la filosofía francesa, especializada en Pierre Bayle. 

## Trayectoria
Élisabeth Labrousse era hija de Maurice Goguel, especialista en cristianismo primitivo, y hermana de François Goguel, un constitucionalista francés. Por matrimonio, recibió el apellido Labrousse por el que logró fama.
Inició su carrera universitaria en 1947 dando clases de historia de la filosofía moderna en la Universidad Nacional de Tucumán en Argentina, asimismo dando seminarios como profesora visitante en la Universidad Nacional de Córdoba. Luego consiguió una beca en 1952 de la Maison Descartes en Ámsterdam, y allí empezó sus trabajos como historiadora de archivo, inventariando la correspondencia de Pierre Bayle. 
Entró a continuación en el parisino CNRS en 1955; y trabajó en su futura tesis, extensa, sobre Pierre Bayle, bajo la dirección del historiador de la filosofía Henri Gouhier, especialista en el siglo XVII. La presentó académicamente en 1964. 
Su inmenso Pierre Bayle, resultado de esa indagación, comprende una biografía extensa Du Pays de Foix à la cité d'Erasme, y un largo trabajo analítico, Hétérodoxie et rigorisme. Con esta gran monografía, Bayle encuentra al fin su justo lugar en la llamada época de transición a las Luces que denominó Paul Hazard la 'crisis de la conciencia europea'.
Nombrada directora de investigaciones en el CNRS, y encargada de conferencias en la 4ª sección de la École Pratique des Hautes Études, Élisabeth Labrousse realizó al tiempo un fecundo trabajo indagador. Fue muy conocida académicamente por sus trabajos no sólo sobre Pierre Bayle sino también sobre la historia del protestantismo francés. 
Fue doctora honoris causa por el Instituto de teología protestante de París, por la Universidad de Ginebra y por la Universidad de Oxford. Asimismo fue Fellow del Collège de St Hilda's, en Oxford, y Honorary fellow de la American Historical Association.

## Obra

### Libros
- Inventaire critique de la correspondance de Pierre Bayle, París, Vrin, 1961
- Pierre Bayle, I. Du Pays de Foix à la cité d'Erasme; II. Hétérodoxie et rigorisme, La Haya, Nijhoff, 1963-1964 (vol. II, reeditado con el título Pierre Bayle, París, Albin Michel, 1996).
- Pierre Bayle et l’instrument critique, presentación, textos, bibliografía de É. Labrousse, París, Seghers, 1965
- L’Entrée de Saturne au Lion (L’Eclipse du soleil, 12 de agosto de 1654), La Haya, Nijhoff, 1974
- La Massacre de la Saint-Barthélemy, ou les résonances d'un massacre, Neuchâtel 1976, con Ph. Joutard, J. Estèbe y J. Lecuir
- Une foi, une loi, un roi? La révocation de l’Edit de Nantes, París, Payot / Ginebra, Labor et Fides, 1985
- Notes sur Bayle, París, Vrin, 1987
- De l’Humanisme aux Lumières. Bayle et le protestantisme, Oxford, The Voltaire Foundation / París, Universitas, 1996, con un volumen de estudios de Elisabeth Labrousse con el título: Conscience et conviction. Études sur le XVIIe siècle

### Ediciones
- René Descartes, Cartas sobre la moral. Correspondencia con Elisabeth de Bohemia, Chanut y Cristina de Suecia. Traducción, introducción y notas de É. Goguel. La Plata, Yerba Buena, 1945.
- Henri Basnage de Beauval, Tolérance des religions, Londres - Nueva York, 1970, edición e introducción de É. Labrousse.
- Pierre Bayle, Ce que c’est que la France toute catholique sous Louis le Grand, edición de É. Labrousse, con H. Himmelfarb y Roger Zuber, París, Vrin, 1973.
- Pierre Bayle, Œuvres diverses, edición y prefacio de É. Labrousse, Hildesheim y Nueva York, Georg Olms, 1982, edición de É. Labrousse.
- Avertissement au protestants des provinces (1684), presentado por É. Labrousse, en los Études d'Histoire et de Philosophie religieuses, nº 67, Paris, PUF, 1986.
- La Correspondance de Pierre Bayle, Oxford, The Voltaire Foundation, 1999, edición de É. Labrousse.